# 리베카 브룩스
리베카 브룩스(Rebekah Brooks, 1969년 5월 27일 ~ )는 영국의 언론인으로, 뉴스 인터내셔널 전화 해킹 스캔들 사건의 핵심 인물이다.
영국 미디어 임원이자 전직 저널리스트이자 신문 편집자이다. 2015년부터 뉴스 UK의 CEO였다. 그녀는 이전에 2009년부터 2011년까지 뉴스 인터내셔널의 CEO였으며 2000년부터 2003년까지 뉴스 오브 더 월드(News of the World)의 영국 국영 신문의 최연소 편집자였다. 브룩스는 2002년에 배우 로스 켐프(Ross Kemp)와 결혼했다. 이들은 2009년에 이혼했고 그녀는 전 경주마 조련사이자 작가인 찰리 브룩스(Charlie Brooks)와 결혼했다.
브룩스는 2000년부터 2003년까지 뉴스 오브 더 월드의 편집장을 지낸 뉴스 인터내셔널 전화 해킹 스캔들에서 저명한 인물로, 불법 전화 해킹과 관련된 기사 중 하나가 신문에 게재되었다. 2014년 형사재판에서 그녀는 보이스메일 해킹 공모, 공무원에게 급여를 지급하기 위한 공모 2건, 올드 베일리 법원의 배심원단에 의한 정의 과정을 왜곡하기 위한 공모 2건에 대해 무죄 판결을 받았다.
2015년 9월 브룩스는 뉴스 UK의 CEO로 확인되어 뉴스 인터내셔널로 개명되어 뉴스사(News Corp)의 설립자 겸 회장인 루퍼트 머독(Rupert Murdoch)과 업무 관계를 재구축했으며 미국의 보수적인 케이블 뉴스 채널인 폭스 뉴스의 설립자 겸 회장이 되었다.